# 1537
1537 (MDXXXVII) fue un año común comenzado en lunes del calendario juliano.

## Acontecimientos
- 8 de enero: Se crea diócesis de Cuzco, Perú, la primera de América del Sur.
- 13 de enero: Sebastián de Belalcázar funda Popayán.
- 27 de febrero: Carlos I crea la Infantería de Marina de España. La primera fuerza de desembarco del mundo.
- 3 de mayo: Fundado Santa Cruz de Mompox, Colombia por Juan de Santa Cruz.
- 2 de junio: El papa Paulo III decreta la bula Sublimis Deus, promulgada, que concede a los indios la consideración de hombres verdaderos, dotados de alma.
- 12 de junio: Tiene lugar la Batalla de Abancay.
- 24 de junio: Fundación del municipio de San Juan de Pasto, Colombia.
- 15 de agosto: Fundación del Fuerte de Nuestra Señora de la Asunción de Paraguay por Juan de Salazar y Espinosa.
- 20 de agosto: Batalla de Tocarema, Colombia. Las fuerzas aliadas de conquistadores españoles y muiscas derrotan a las tribus panches.
- 18 de octubre: El Rey y Emperador español Carlos I otorga el Privilegio de Muy Noble y Muy Leal Villa a Carrascosa del Campo.
- El Imperio Turco ataca la isla de Corfú y el sur de Italia.
- Se funda San Pablo Rabinal por Fray Bartolomé de las Casas en la Verapaz del sur en Guatemala
- Comienza el gobierno del último zipa, Sagipa y del último zaque, Aquiminzaque en el actual Colombia.

## Ciencia y tecnología
- Paracelso - Astronomía magna.
- Pedro Nunes publica Tratado sobre certas dúvidas da navegação.
- Andrés Vesalio y sus primeras disecciones públicas.

## Nacimientos
- 2 de febrero: Toyotomi Hideyoshi, Daimio del período Sengoku (f. 1598)
- 12 de octubre: Jane Grey, reina de Inglaterra (f. 1554)
- 12 de octubre: Eduardo VI de Inglaterra, rey (f. 1553)
- 20 de diciembre: Juan III de Suecia, rey (f. 1592)
- Diego Durán, historiador español.
- Fadrique Álvarez, duque de Alba.
- Esteban Daza, compositor español.

## Fallecimientos
- 6 de enero: Alejandro de Médici, duque de Penne y Florencia (n. 1510).
- 24 de octubre: Juana Seymour, reina de Inglaterra.
- Pedro de Mendoza, conquistador español.
- Lempira, cacique del pueblo de los lencas.